# Gonenahalli, Chintamani
Gonenahalli là một làng thuộc tehsil Chintamani, huyện Kolar, bang Karnataka, Ấn Độ.